# Muncel (okręg Sălaj)
Muncel – wieś w Rumunii, w okręgu Sălaj, w gminie Cristolț. W 2011 roku liczyła 173 mieszkańców.